# زیببز
زیببز (به انگلیسی: Zibbz) گروه موسیقی سوئیسی است. آن ها نماینده سوئیس در مسابقه یوروویژن ۲۰۱۸ بودند.